# Commons (revista)
Commons: Revista de crítica social (en ucraniano: Спільне Spilne) es una revista ucraniana de izquierda fundada en 2009 que se centra en política, economía, historia y cultura.

## Historia y descripción general
La idea de crear una revista se originó en la red liva_dumka (pensamiento de izquierda), un entorno de jóvenes investigadoras/es, activistas y estudiantes de izquierda, en su mayoría de la Academia Mohyla de la Universidad Nacional de Kiev. El núcleo de la comunidad estaba formado por jóvenes académicas/os que crecieron en la Ucrania independiente y fueron educadas/os en universidades occidentales.
El sitio web fue lanzado el 24 de marzo de 2009 y al mismo tiempo se inició la preparación del primer número impreso de la revista. El primer número se publicó en abril de 2010, en el marco de un simposio internacional en torno a la publicación del libro de Loïc Wacquant Castigar a los pobres. Se afirmó que la periodicidad de la revista impresa sería dos veces al año, pero la práctica posterior no se correspondió con esto.
Hasta marzo de 2023, la revista ha publicado doce números sobre diversos temas.
En el décimo aniversario de la revista, los editores anunciaron que el número 12 sería el último en imprimirse y que en el futuro Commons funcionaría sólo en formato en línea.
La revista ha organizado o coorganizado varias conferencias. En 2019, lanzó la conferencia anual Feuerbach 11 que reúne a investigadores y activistas para discutir las cuestiones socioeconómicas y políticas de Ucrania.

## Ideología y acogida
La posición de la revista es de izquierda y anticapitalista. El consejo editorial incluía a marxistas, anarquistas y partidarios de otras tradiciones de izquierda, pero al mismo tiempo la revista se distanció del marxismo-leninismo soviético y declaró desde el momento de su fundación que “no hay estalinistas entre nosotros y no los habrá”. Los cofundadores se guiaron por las ideas de Michael Burawoy sobre la sociología pública orgánica, y el objetivo de la publicación era analizar la realidad social, no las polémicas teóricas entre diferentes tradiciones de izquierda.   Algunos editores son activistas de la organización Movimiento Social. Anteriormente, parte del consejo editorial participó en las actividades del sindicato estudiantil Acción Directa.
Emily S. Channell-Justice, en su disertación sobre la participación de la izquierda ucraniana en la Revolución de la Dignidad, argumentó que la revista "presentaba un espacio para la crítica izquierdista de temas y acontecimientos globales, organizando regularmente conferencias en Kiev. Sin embargo, desde entonces, una creciente división ideológica entre Crítica Política y Commons ha impedido un debate más sólido sobre el destino de la izquierda ucraniana, basada en la impresión de que los autores de Commons presentan una posición más dogmática y orientada a la clase en lugar de promover una perspectiva izquierdista amplia y accesible."
Commons era miembro de la Internacional Progresista, pero después del comienzo de la invasión rusa en 2022, la revista criticó la posición de la organización  y luego abandonó la Internacional, afirmando que era "vergonzoso" que la organización se negara a "condenar inequívocamente la agresión rusa".
Según Médico International, durante la guerra, la revista fue "considerada una de las voces de izquierda más importantes de la sociedad civil ucraniana".
Después del ataque de Hamás a Israel en octubre de 2023, apareció en el sitio web de la organización una carta condenando las acciones de Israel.